# Крастенберг, Эдите Зигфридовна
Эдите Зигфридовна Крастенберг (в постсоветских источниках чаще Эдите Крастенберга, латыш. Edīte Krastenberga; 10 мая 1929, Плявиняс — 1 февраля 2016) — советская и латвийская художница.

## Биография
Родилась в 1929 году в городе Плявиняс в семье художников. В 1958 году окончила отделение живописи Латвийской Академии художеств с работой «На переправе» (латыш. Uz pārceltuves). Затем окончила Латвийскую музыкальную академию. Работала в музыкальной школе преподавательницей фортепиано.
С 1958 года регулярно участвовала в художественных выставках. С 1966 года — член Союза художников СССР, в постсоветское время член Союза художников Латвии. Долгое время проработала художницей-археологом в Латвийском институте истории.
Скончалась 1 февраля 2016 года, похоронена в Плявиняс, на кладбище Бару кална.

## Творчество
Эдите Крастенберг работала в живописи, в графике и в книжной графике. Для её живописи характерно ощущение особенно утонченного колорита. Работы Крастенберг находятся в фонде Союза художников Латвии, Латвийском национальном художественном музее, Екабпилсском историческом музее, в Даугавпилсском музее и др. В 1974 году рисунки Эдите Крастенберг были изданы в различных археологических изданиях.